# Joséphine Fodor

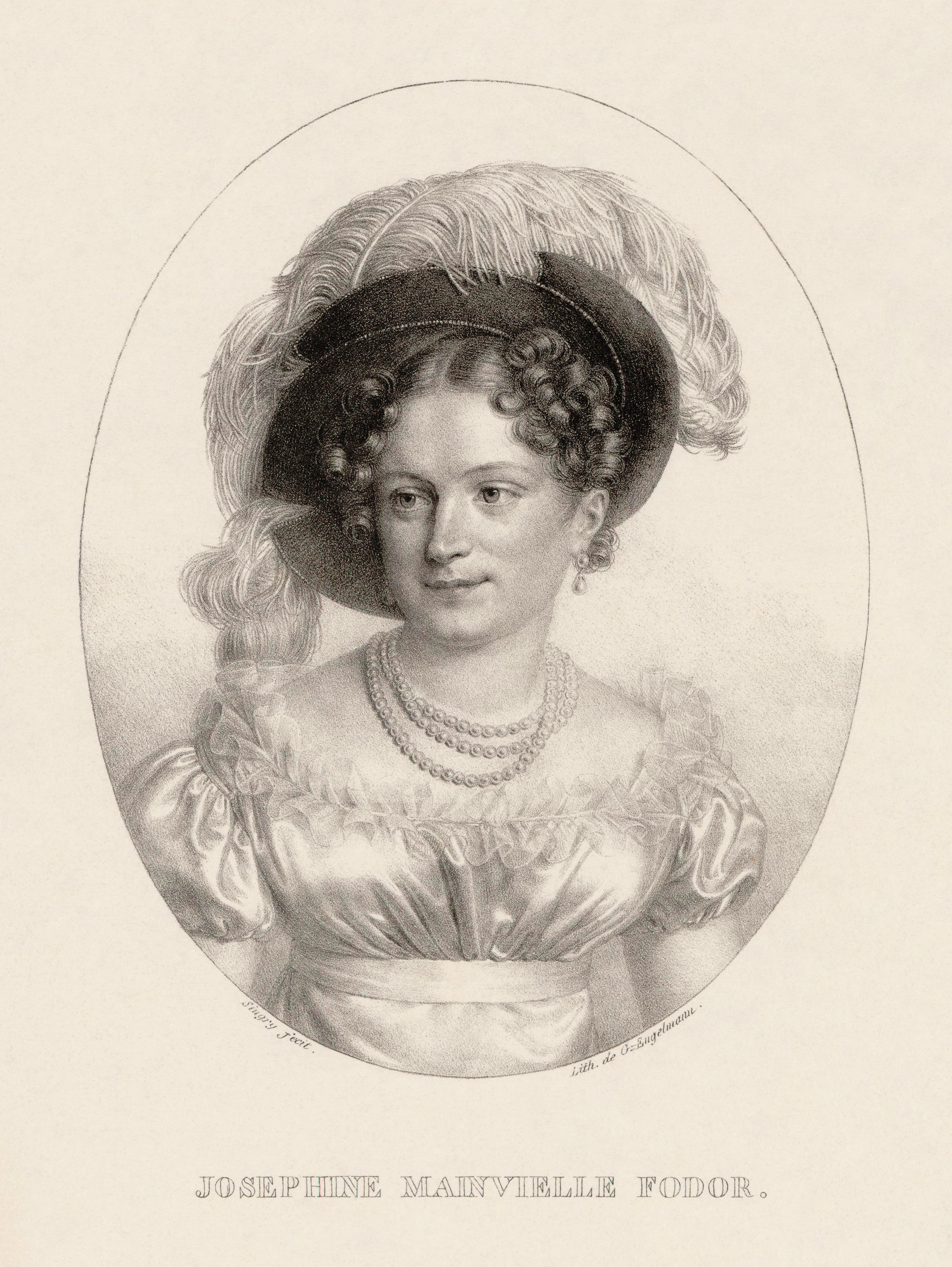
Joséphine Mainvielle-Fodor im Jahr 1815, Lithographie von Jean-Baptiste Singry

Joséphine Fodor oder Joséphine Fodor-Mainvielle  (* 13. Oktober 1789 oder 1793 in Paris; † 10. August 1870 in Saint-Genis-Laval) war eine Opernsängerin (Sopran) ungarisch-französischer Abstammung, die in erster Linie in italienischen Opern von Rossini, Paër, Mozart und ihren Zeitgenossen auftrat. Sie war „eine der bemerkenswertesten Künstlerinnen des 19. Jahrhunderts“.

## Leben
Ihr Taufname lautete Geneviève-Joséphine und sie war die einzige überlebende Tochter des Geigers Joseph Fodor (1751–1828) und der Louise Edme Marmet, die 1787 in Paris heirateten.
1794 wanderten ihre Eltern nach St. Petersburg aus. Laut Fétis soll Joséphine zu diesem Zeitpunkt 15 Monate alt gewesen sein. Mit 11 Jahren habe sie in Konzerten ihres Vaters Pianoforte und Harfe gespielt und nur drei Jahre später wurde sie als Sängerin bekannt. 1810 machte sie ihr Debüt am Petersburger Hoftheater in Fioravantis Cantatrici villanelle; die Oper war so erfolgreich, dass sie 60 Mal wiederholt wurde.
1812 heiratete sie den französischen Schauspieler Mainvielle, mit dem sie über Stockholm und Kopenhagen zurück nach Paris ging.  Dort erhielt sie eine Anstellung an der Opéra-comique, wo sie zum ersten Mal am 9. August 1814 auftrat.  Da ihr das französische Repertoire nicht besonders lag, wechselte sie noch im selben Jahr zum Théâtre-Italien, das damals unter der Leitung von Angelica Catalani stand; hier hatte sie ihren ersten Auftritt am 16. November 1814 in Paërs Griselda und sang in Opern wie Mozarts Le nozze di Figaro, Cimarosas Penelope oder Paisiellos Il Re Teodoro.
Anfang 1816 ging sie nach London, wo sie drei Spielzeiten mit mäßigem Erfolg am King’s Theatre auftrat, u. a. 1817 als Zerlina in Mozarts Don Giovanni.
In der Zwischenzeit hatte sich ihre Stimme, die anfangs hart und schwer war, durch stete Übung sehr gut entwickelt und „große Süße und einen unaussprechlichen Charme“ entwickelt. Im Juli 1818 reiste die Fodor nach Venedig, wo sie am Teatro La Fenice in Carafas Elisabetta vom Publikum enthusiastisch gefeiert wurde. Bereits Anfang 1819 ging sie jedoch wieder nach Paris zurück, nachdem die Catalani die Leitung der Oper aufgegeben hatte. Es folgten die besten Jahre ihrer Karriere. In Paris verhalf sie Rossinis Barbier von Sevilla zum Erfolg und sang außerdem Hauptrollen in Opern wie Rossinis La gazza ladra, Agnese von Paër, Il matrimonio segreto von Cimarosa oder Mozarts Don Giovanni.
Laut Fétis waren „...weder ihr Stil besonders bemerkenswert, noch hatte sie einen besonders leidenschaftlichen Charakter“, aber sie besaß „eine unveränderliche Genauigkeit der Intonation, eine große Reinheit des Tons, viel Perfektion in den Details, und einen unwiderstehlichen Charme im Akzent ihrer Stimme“.

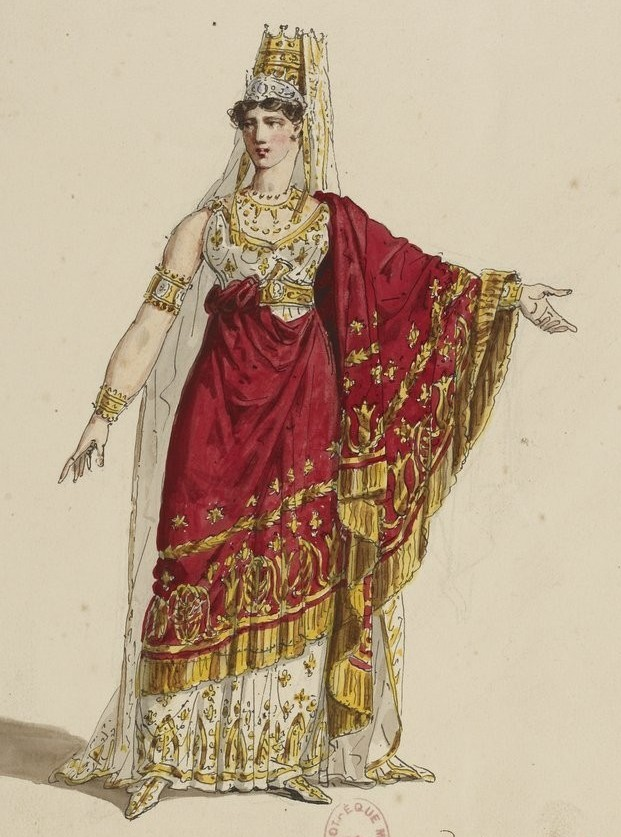
Joséphine Fodor in Rossinis Semiramide, Paris 1825; Kostümentwurf von Hippolyte Lecomte

Wegen gesundheitlicher Probleme ging sie 1822 auf ärztlichen Rat ins mildere südliche Klima nach Neapel, wo sie sich bald erholt hatte und ihre Karriere am Teatro San Carlo fortsetzte, wo sie u. a. Rollen in Opern sang, die Rossini dort für Isabella Colbran geschrieben hatte, wie Desdemona in Otello, Semiramide und Zelmira. Insgesamt erarbeitete die Fodor sich zu dieser Zeit 20 neue Rollen in allen Genres (seria, buffa und semiseria). 1823 war sie eine Spielzeit in Wien, danach wieder in Neapel bis August 1825.
Die Fodor kehrte nun zurück nach Paris ans Théâtre-Italien, wo ihr jedoch am 9. Dezember 1825 in einer Aufführung als Rossinis Semiramide die Stimme versagte und sie vorzeitig die Bühne verlassen musste. In der Folge konnte sie wegen dauerhafter Stimmprobleme nicht mehr auftreten, und wollte aus ihrem Vertrag entlassen werden. Das Management der Oper lehnte dies jedoch ab und wollte auch andere Vertragsbedingungen nicht einhalten. Nach einer Reihe von Prozessen kam es schließlich 1828 zu einer Einigung.
Die Fodor reiste wieder zurück nach Neapel und trat sogar wieder am San Carlo auf, aber ihre Stimme hatte ihre einstige Kraft und ihren samtigen Charme verloren.  Trotzdem diente ihr Stil immer noch einer Sängerin wie Henriette Sontag zum Vorbild und Mendelssohn, der 1831 in Neapel weilte, äußerte sich immer noch vorteilhaft über sie (Brief vom 27. April 1831).  Ihren letzten Auftritt hatte die Fodor-Mainvielle 1833 in Bordeaux, danach zog sie sich ins Privatleben zurück.
1857 veröffentlichte sie eine Gesangsschule Réflexions et conseils sur l‘art du chant (Paris, Perrotin). Um diese Zeit lebte sie in Passy, wo sie sich wohltätigen Werken zugunsten der Armen widmete.
Ihre Tochter Enrichetta (oder Henriette) war ebenfalls Sängerin und von 1846 bis 1849 am Königsstädtischen Theater in Berlin angestellt (nicht am Friedrich-Wilhelmstädter Theater).

## Einzelanmerkungen
1. ↑  auch umgekehrt: Joséphine Mainvielle-Fodor oder einfach Mme Fodor. Siehe: „MAINVIELLE-Fodor (Joséphine Fodor, épouse Mainvielle, connues sous le nom de Mme)“, in: Camille Dreyfus: La Grande encyclopédie, inventaire raisonné des sciences, des lettres et des arts, Volume 22, Paris (o. J.), S. 1008,   online  (französisch; gesehen am 25. Juli 2019)
2. 1 2 3 4  „MAINVIELLE-Fodor (Joséphine Fodor ...)“, in: C. Dreyfus: La Grande encyclopédie..., Paris (o. J.), S. 1008,   online
3. 1 2  „Mme Mainvielle-Fodor“, in: Annuaire administratif, biographique, statistique, industriel et commercial de la ville de Passy, 1858, S. 104–109, hier 104. Online auf Gallica.bnf.fr  (französisch; gesehen am 25. Juli 2019)
4. 1 2 3 4 5 6 7 8 9 10 11 12 13 14  Franz Gehring: „Fodor-Mainvielle Joséphine“, in: GROVE (George): A Dictionary of Music and Musicians, 1900, S. 538 f, online auf Wikisource  (englisch; gesehen am 25. Juli 2019)
5. 1 2 3  François-Joseph Fétis: „Fodor (Mme Joséphine Mainvielle)“, in: Biographie universelle des musiciens..., Bd. 3, Paris 1862, S. 279–281, hier: 279.
6. 1 2 3 4 5 6 7 8 9  François-Joseph Fétis: „Fodor (Mme Joséphine Mainvielle)“, in: Biographie universelle des musiciens..., Bd. 3, Paris 1862, S. 279–281, hier: 280.
7. ↑  „Sa manière ne se faisait point remarquer par l‘élévation du style, ni par un un charactère très passioné, mais par une justesse inaltérable des intonations, une grande pureté de son, beaucoup de perfection dans les détails, et un charme irrésistible dans l‘accent de sa voix.“. Siehe: François-Joseph Fétis: „Fodor (Mme Joséphine Mainvielle)“, in: Biographie universelle des musiciens..., Bd. 3, Paris 1862, S. 279–281, hier: 280
8. ↑  Otto Ebel: „Fodor (Joséphine Mainviell)“, in: Les femmes compositeurs de musique. Dictionnaire biographique, Paris, 1910, S. 63.   Online  (französisch; gesehen am 25. Juli 2019)
9. ↑  „Mme Mainvielle-Fodor“, in: Annuaire administratif ... de la ville de Passy, 1858, S. 104–109, hier: 109. Online auf Gallica.bnf.fr  (französisch; gesehen am 25. Juli 2019)

| Personendaten    | Personendaten                                            |
| ---------------- | -------------------------------------------------------- |
| NAME             | Fodor, Joséphine                                         |
| ALTERNATIVNAMEN  | Fodor-Mainvielle, Joséphine; Mainvielle-Fodor, Joséphine |
| KURZBESCHREIBUNG | französische Opernsängerin (Sopran)                      |
| GEBURTSDATUM     | 13. Oktober 1789 oder 1793                               |
| GEBURTSORT       | Paris                                                    |
| STERBEDATUM      | 10. August 1870                                          |
| STERBEORT        | Saint-Genis-Laval                                        |